# ويليام كلاين
ويليام كلاين (بالإنجليزية: William Klein؛ بالفرنسية: William Klein) هو مصور ومخرج أمريكي وفرنسي، ولد في 19 أبريل 1926 في نيويورك في الولايات المتحدة.

## وصلات خارجية
- ويليام كلاين على موقع IMDb (الإنجليزية)
- ويليام كلاين على موقع الموسوعة البريطانية (الإنجليزية)
- ويليام كلاين على موقع ألو سيني (الفرنسية)
- ويليام كلاين على موقع ميوزك برينز (الإنجليزية)
- ويليام كلاين على موقع أول موفي (الإنجليزية)
- ويليام كلاين على موقع قاعدة بيانات الأفلام السويدية (السويدية)
- ويليام كلاين على موقع ديسكوغز (الإنجليزية)
- ويليام كلاين على موقع قاعدة بيانات الفيلم (الإنجليزية)
- ويليام كلاين على موقع كينوبويسك (الروسية)